# 마르코 타르델리
마르코 타르델리(이탈리아어: Marco Tardelli, 1954년 9월 24일, 토스카나 주 카판네 디 카레지네 ~)는 이탈리아의 전직 축구 선수이자 감독이다. 선수 시절, 그는 미드필더로 여러 이탈리아 구단에서 활약했다. 그는 피사에서 프로 무대 신고식을 치르고, 그 후 코모, 유벤투스, 그리고 인테르나치오날레를 거쳐 스위스의 장크트갈렌에서 은퇴했다. 그는 유벤투스에서 전성기를 보내며 5번의 세리에 A 우승을 거두었고, 코파 이탈리아도 여럿 우승했으며, 4대 유럽대항전(유러피언컵, 유러피언 컵위너스컵, UEFA컵, 그리고 UEFA 슈퍼컵)을 모두 우승을 거두어 3대 유럽대항전 우승을 거둔 최초의 선수로, 이탈리아 국가대표팀과 유벤투스 동료인 안토니오 카브리니와 가에타노 시레아와 함께 이름을 올렸다.
타르델리는 이탈리아 국가대표팀에서도 성공을 거두었는데, 3차례 월드컵(1978년, 1982년, 그리고 1986년)에 참가해 1982년에 대회 우승을 거두었다. 타르델리는 1982년 월드컵 결승전 기쁨짓으로 회자되는데 그는 양손에 주먹을 쥐고 흔들고, 눈물을 얼굴에서 쏟아내며 "골이야! 골이야!"하고 외치며 머리를 세게 흔들었는데, 월드컵 역사상 가장 회자되는 순간으로도 거론된다. 그는 안방에서 열린 유로 1980에도 참가했는데, 이탈리아는 이 대회에서 4위의 성과를 냈고, 본인 또한 대회의 선수단에 이름을 올렸다.
이탈리아의 위대한 미드필더로 손꼽히며, 당대 최고의 선수로 꼽히는 타르델리는 역동적이며 거칠게 견제하면서도 기술적 소질이 있는 양방향 미드필더로, 공수 양면에서 큰 공헌을 할 수 있었다. 2004년, 타르델리는 UEFA 50주년 여론 조사에서 37위에 올랐다. 그는 2015년에 이탈리아 축구 명예의 전당에도 헌액했다.
감독으로서, 타르델리는 처음에 이탈리아 U-16 국가대표팀을 맡았고, 이후 U-21 국가대표팀에서 체사레 말디니 감독을 보좌했다. 그는 뒤이어 이탈리아 몇몇 구단들을 지도하였고, 이탈리아 U-21 국가대표팀 감독으로서 1997년 지중해 게임과 2000년 유럽 선수권 대회를 우승하고 또다른 구단 감독을 역임했다. 2004년부터 2005년까지는 이집트 국가대표팀을 지도했고, 2008년부터 2013년까지는 아일랜드 국가대표팀 수석코치로서 조반니 트라파토니 감독을 보좌했다.

## 클럽 경력
타르델리는 토스카나 주 루카 도 카판네 디 카레지네 출신이다. 그는 세리에 C의 피사에서 1972년에 신고식을 치렀다. 2년 후, 그는 세리에 B의 코모로 이적했고, 이듬해인 1975년 10월에는 세리에 A 거함 유벤투스에 합류했다.
그는 토리노에서 10년 넘게 활동하면서 큰 성공을 거두었는데, 그는 안토니오 카브리니와 가에타노 시레아와 더불어 3대 유럽대항전을 모두 우승한 최초의 선수로 나란히 이름을 올렸다: 1977년에 UEFA컵, 1984년에 유러피언 컵위너스컵, 그리고 1985년에 유러피언컵을 우승했다. 그는 유벤투스 일원으로 세리에 A도 5번 우승했고, 코파 이탈리아도 2번 들어올렸고, 1984년 UEFA 슈퍼컵도 들어올렸다.
그는 1977년 UEFA컵 결승전에서 결승골을 넣어 유벤투스가 아틀레틱 빌바오를 따돌리고 사상 첫 유럽대항전 우승을 거둘 수 있도록 도왔다.
타르델리는 유벤투스에서 도합 376번의 경기에 출전해 51골을 기록했다. 그는 1985년에 토리노를 떠나 전국구 경쟁 구단인 인테르나치오날레로 이적해 1987년까지 활약했고, 1988년에 스위스의 장크트 갈렌에서 은퇴했다.

## 국가대표팀 경력

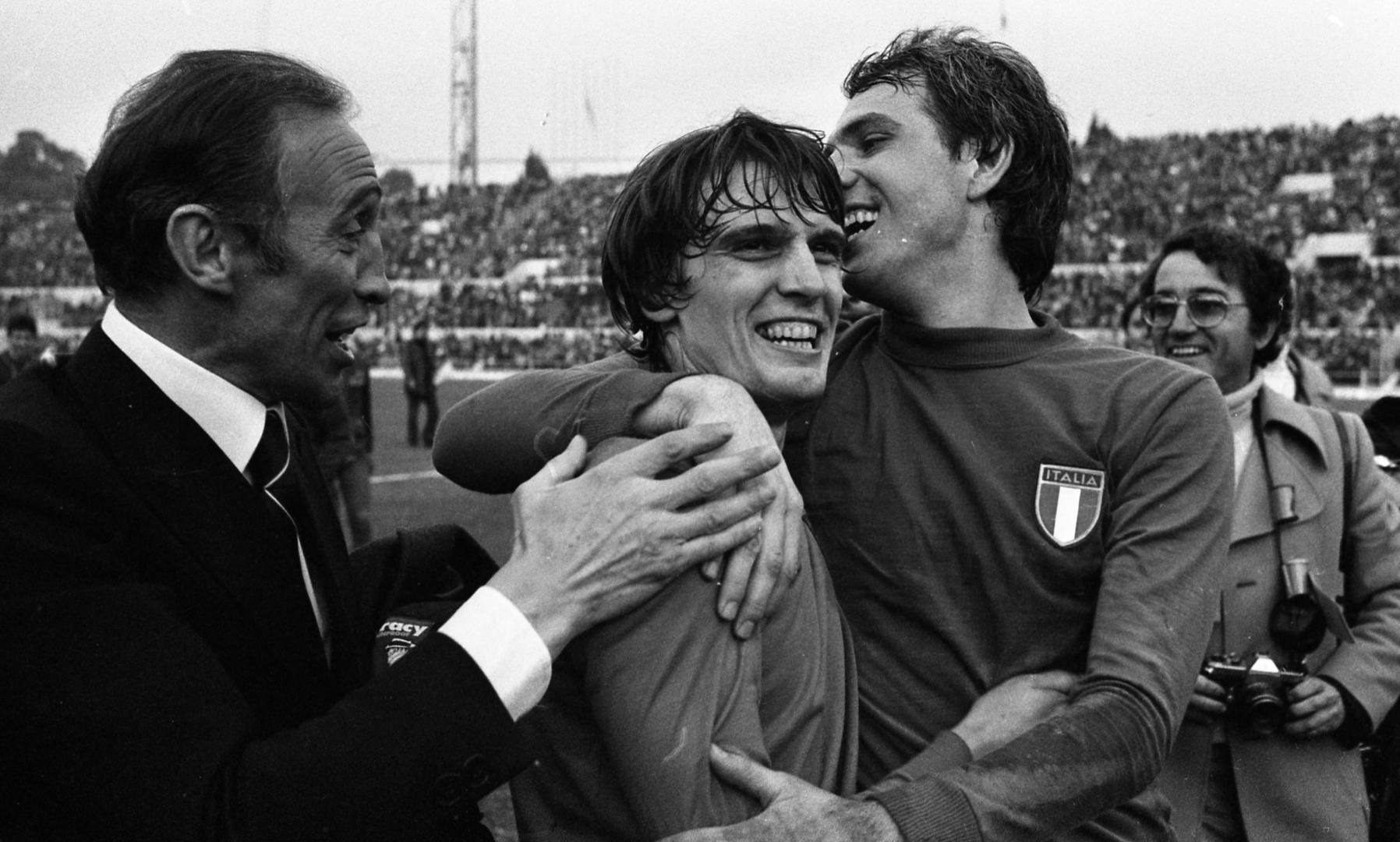
1976년 11월, 잉글랜드전 승리를 자축하는 타르델리(중앙)와 로베르토 베테가, 그리고 엔초 베아르초트 이탈리아 국가대표팀 감독

타르델리는 1976년 4월 7일, 포르투갈전에서 국가대표팀 신고식을 치렀다. 그는 1978년 월드컵과 안방의 유로 1980에 참가했고, 각각 두 대회에서 4위의 성과를 냈고, 이 중 유로 1980에서는 대회의 선수단에 이름을 올렸다. 그는 1982년 월드컵 우승 주역으로 맹활약했는데, 2차례 득점을 기록했다. 첫 득점은 아르헨티나와의 2차 조별 리그 첫 경기에서 터졌고, 나머지 한 골은 서독과의 결승전에서 나왔는데, 왼발로 문전 밖에서 강하게 차넣었다. 눈물이 고인 채 그는 가슴 앞에 양손 주먹을 지고 이탈리아의 벤치로 달려가 "골이야! 골이야!"하고 외치며 머리를 세게 흔들었다. 이 기쁨짓은 "타르델리의 포효"로 회자되어 이탈리아의 1982년 월드컵 우승의 상징적인 순간이 되었다. 타르델리는 이후 다음과 같이 회상했다:
"제가 골을 넣고, 주마등이 스쳤습니다 - 마치 임종을 앞둔 사람과 같이요, 유년 시절에 꿈꿔왔던, 월드컵 결승전에서 득점한 순간의 환히는 굉장했습고, 제 기쁨짓은 꿈을 실현하고서의 감정을 표출한 것이었습니다. 저는 마음 속 포효에서 났는데, 딱 그순간이었습니다."

2014년, 그의 상징적인 1982년 월드컵 결승전 기쁨짓은 BBC 선정 월드컵 역대 최고의 순간 4위에 올랐다. 그는 이탈리아 국가대표팀 경기에 81번 출전했는데, 마지막 국가대표팀 경기는 노르웨이와의 1985년 9월 경기였고, 1983년부터 1985년까지는 이탈리아 국가대표팀의 주장을 역임했다. 그는 1986년 월드컵 명단에도 올랐지만 한 경기도 출전하지 못했다. 그는 1988년에 현역에서 은퇴했다.

## 경기 방식

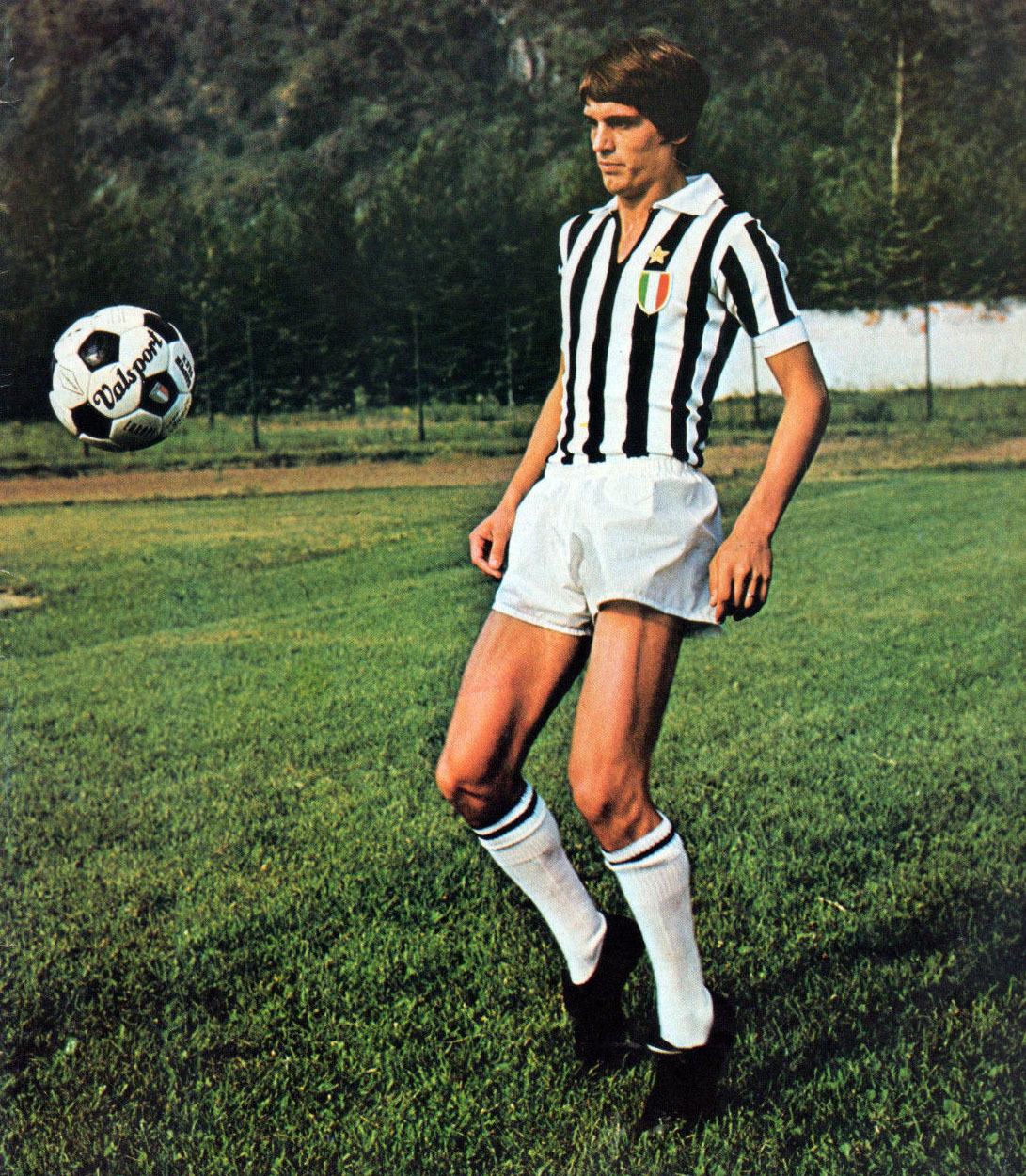
1975년 여름 백흑 군단(Bianconeri)의 유니폼을 입은 타르델리

이탈리아가 수비력이 강조되던 시기(빗장 전법), 타르델리는 거친 견제와 기술적 역량을 겸비한 수비형 미드필더로 전방으로 나가 공격에도 공헌할 수 있는 다재다능한 선수로, 1980년대 초를 장식한 정상급 미드필더로 정평이 났다. 빠르고, 끈질기며, 역동적인 선수로, 발재간이 좋은 그는 이탈리아 역대 최고의 미드필더로 손꼽히며 양방향 미드필더로 전술적 지능, 다재다능함, 근성의 선수로 중원 어디에든 배치할 수 있었다. 비록 그는 주로 중앙의 보다 전방 공격형 역할 맡는 선수로, 특히 조반니 트라파토니와 엔초 베아르초트의 유벤투스와 이탈리아에서 (이탈리아에서 "중간 공간"(mezzala) 위치에 배치되었다) 여러 다른 역할을 맡았는데, 양쪽 측면은 물론 수비수로도 뛰었었다. 그는 초년 시절에 양쪽 측면 수비를 맡았고, 중앙 수비수로서 대인 방어와 공 회수력을 선보이기도 했다. 비록 타르델리는 주력, 체력, 그리고 수비 역량으로 회자되지만, 그는 공을 강하게 찰 수 있어 선천적으로 오른발잡이임에도 불구하고 양발 어느발로든 문전에서 위협하거나 공을 넘길 수 있었다. 뛰어난 주력과 호리호리한 체구 덕에, 타르델리의 유벤투스 동료인 루차노 스피노시는 그를 스케치(Schizzo)라고 불렀다. 축궉 역량 외에도, 그는 현역 시절에 지도자적 자질로도 명성이 있었고, 정신적지주로도 활약했다. 2007년, 타임즈지는 타르델리를 가장 상대하기 어려운 선수 50명 중에 10위에 올려놓았다. 조너선 윌슨 가디언 기자는 2013년에 타르델리 방식의 수비형 미드필더를 "파괴자"로 수식했는데, 이 선수는 추적하여 공을 회수하고 동료에게 공을 배급하는 선수로 보았다.

## 감독 경력
타르델리는 1988년에 은퇴 직후 이탈리아 U-16 국가대표팀 지휘봉을 잡으면서 지도자의 길에 입문했다. 2년 후, 그는 U-21 국가대표팀의 수석 코치로 전직해 체사레 말디니를 보좌했다. 1993년, 그는 세리에 C1의 코모 감독이 되었다. 그는 코모를 세리에 B로 승격시켰지만, 이후 2부 리그 잔류에 실패했다.

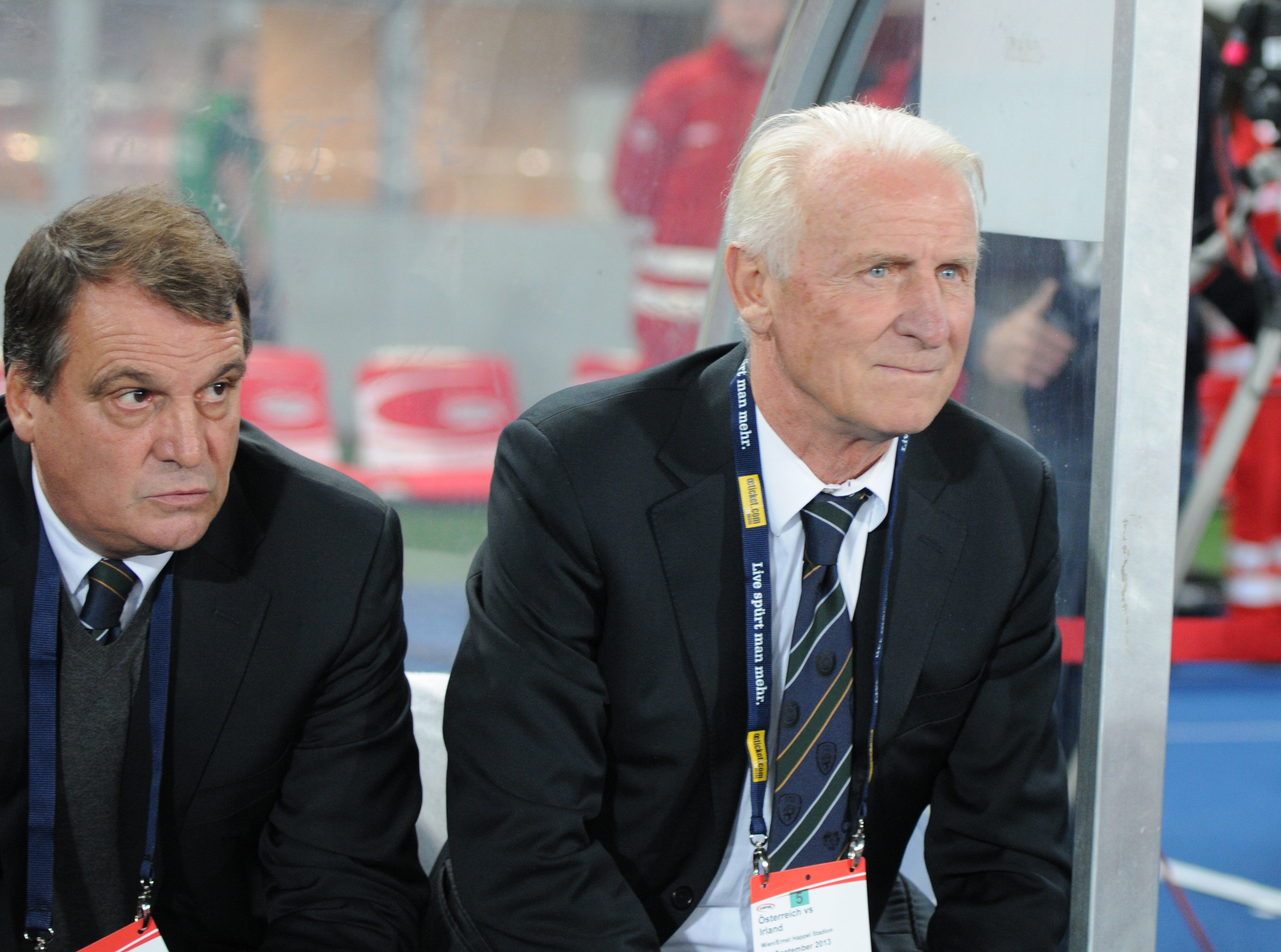
2013년 9월, 조반니 트라파토니를 보좌하는 타르델리 아일랜드 국가대표팀 수석 코치 (왼쪽)

1995년, 그는 또다른 세리에 B 구단인 체세나의 감독이 되었다. 타르델리는 체세나에서 3년을 보낸 뒤 이탈리아 U-21 국가대표팀 감독이 되었다. 그는 2000년 U-21 유럽 선수권 대회를 우승했고, 이듬해에는 이탈리아를 이끌고 2000년 하계 올림픽에 참가해 8강을 밟았다. 타르델리의 U-21 국가대표팀에서 성과를 주시하던 인테르나치오날레는 2000-01 시즌에 그를 사령탑에 내정했다. 그러나, 그의 흑청 군단(Nerazzurri) 사령탑 생활을 짧은 시간 내에 끝났다. 밀란과의 더비 경기에서 0-6 대패를 당한 것을 포함해 여러 차례 굴욕적인 패배 맛보면서, 타르델리는 2001년 6월에 해임되었다. 타르델리는 뒤이어 바리, 이집트 국가대표팀, 그리고 아레초 등을 거치며 감독직을 계속했지만, 그리 많은 성과를 거두지 못했다.
타르델리는 2006년에 친정 유벤투스의 행정 업무를 잠깐 맡다가 2007년에 구단 수뇌부의 지도 체계와의 불화를 빚으며 사임했다. 2008년 2월, 그는 아일랜드 국가대표팀의 기술진으로 조반니 트라파토니 감독을 보좌하게 되었다. 그는 전 유벤투스 동료 리암 브래디와 함께 트라파토니를 보좌할 수석 코치로 임명되었다.
타르델리는 2013년 9월 11일, 오스트리아전 패배 이튿날에 상호 계약 해지로 아일랜드 국가대표팀과 결별했다.

## 사생활
타르델리는 2016년 이탈리아 개헌 국민투표에서 찬성을 공개적으로 표한 국내 인사 80여 명에 포함되어 있다.

## 경력 통계

### 클럽
| 구단             | 시즌      | 리그           | 리그 | 리그 | 컵   | 컵 | 유럽 | 유럽 | 합계 | 합계 |
| 구단             | 시즌      | 리그명         | 출장 | 골   | 출장 | 골 | 출장 | 골   | 출장 | 골   |
| ---------------- | --------- | -------------- | ---- | ---- | ---- | -- | ---- | ---- | ---- | ---- |
| 피사             | 1972–73   | 세리에 C       | 8    | 2    | –    | –  | –    | –    | 8    | 2    |
| 피사             | 1973–74   | 세리에 C       | 33   | 2    | –    | –  | –    | –    | 33   | 2    |
| 피사             | 합계      | 합계           | 41   | 4    | –    | –  | –    | –    | 41   | 4    |
| 코모             | 1974–75   | 세리에 B       | 36   | 2    |      |    | –    | –    | 36   | 2    |
| 유벤투스         | 1975–76   | 세리에 A       | 26   | 2    | 4    | 0  | 3    | 0    | 33   | 2    |
| 유벤투스         | 1976–77   | 세리에 A       | 28   | 4    | 4    | 1  | 12   | 2    | 44   | 7    |
| 유벤투스         | 1977–78   | 세리에 A       | 26   | 4    | 4    | 1  | 6    | 1    | 36   | 6    |
| 유벤투스         | 1978–79   | 세리에 A       | 29   | 4    | 9    | 3  | 2    | 0    | 40   | 7    |
| 유벤투스         | 1979–80   | 세리에 A       | 18   | 4    | 2    | 0  | 7    | 0    | 27   | 4    |
| 유벤투스         | 1980–81   | 세리에 A       | 28   | 7    | 6    | 0  | 3    | 1    | 37   | 8    |
| 유벤투스         | 1981–82   | 세리에 A       | 22   | 3    | 4    | 1  | 3    | 0    | 29   | 4    |
| 유벤투스         | 1982–83   | 세리에 A       | 26   | 5    | 10   | 1  | 8    | 3    | 44   | 9    |
| 유벤투스         | 1983–84   | 세리에 A       | 28   | 0    | 6    | 1  | 8    | 1    | 42   | 2    |
| 유벤투스         | 1984–85   | 세리에 A       | 28   | 2    | 6    | 0  | 9    | 1    | 43   | 3    |
| 유벤투스         | 합계      | 합계           | 259  | 35   | 55   | 8  | 61   | 9    | 375  | 52   |
| 인테르나치오날레 | 1985–86   | 세리에 A       | 19   | 2    | 7    | 2  | 9    | 3    | 34   | 7    |
| 인테르나치오날레 | 1986–87   | 세리에 A       | 24   | 0    | 7    | 1  | 6    | 0    | 37   | 1    |
| 인테르나치오날레 | 합계      | 합계           | 43   | 2    | 14   | 3  | 14   | 3    | 71   | 8    |
| 장크트 갈렌      | 1987–88   | 나치오날리가 A | 14   | 0    |      |    | –    | –    | 14   | 0    |
| 경력 합계        | 경력 합계 | 경력 합계      | 393  | 43   | 69   | 11 | 75   | 12   | 537  | 66   |

1. 1 2 3 4 5  유러피언컵 출장 기록 포함
2. 1 2 3 4  UEFA컵 출장 기록 포함
3. 1 2  유러피언 컵위너스컵 출장 기록 포함
4. ↑  유러피언컵 8경기 출전 1골, UEFA 슈퍼컵 1경기 출장 기록 포함]]

### 국가대표팀

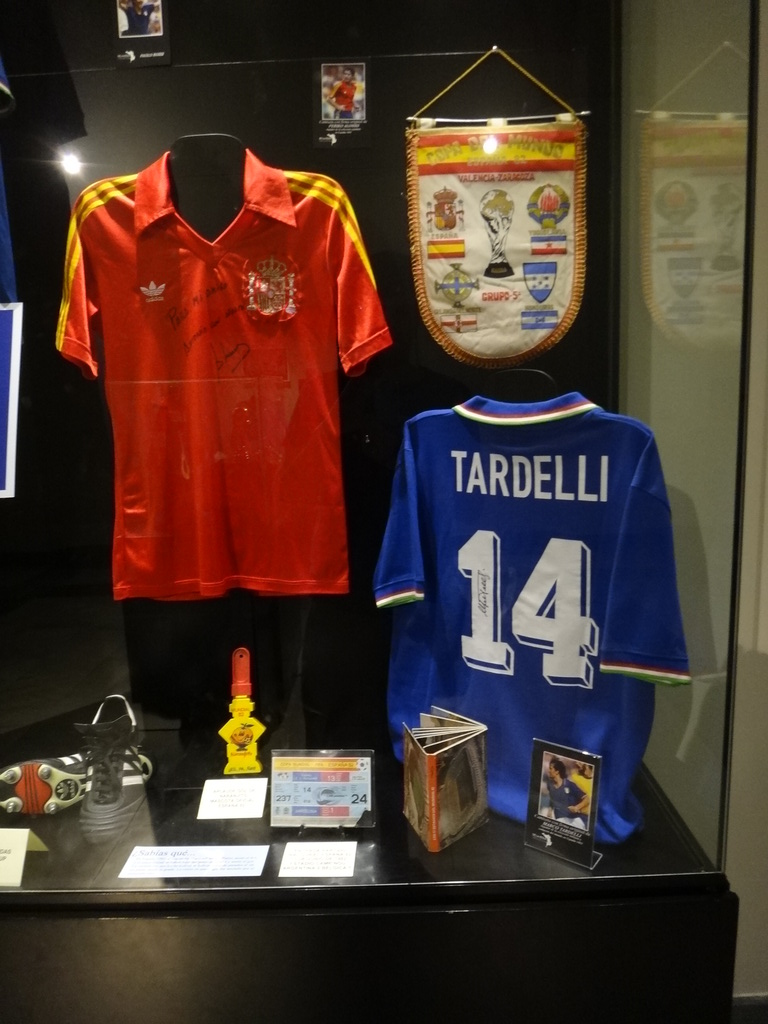
타르델리의 등번호 14번 유니폼

| 국가대표팀 | 연도 | 출장 | 골 |
| ---------- | ---- | ---- | -- |
| 이탈리아   | 1976 | 8    | 0  |
| 이탈리아   | 1977 | 7    | 0  |
| 이탈리아   | 1978 | 13   | 1  |
| 이탈리아   | 1979 | 4    | 2  |
| 이탈리아   | 1980 | 12   | 1  |
| 이탈리아   | 1981 | 6    | 0  |
| 이탈리아   | 1982 | 13   | 2  |
| 이탈리아   | 1983 | 4    | 0  |
| 이탈리아   | 1984 | 7    | 0  |
| 이탈리아   | 1985 | 6    | 0  |
| 합계       | 합계 | 81   | 6  |

### 감독
| 구단             | 국적     | 취임             | 해임             | 기록 | 기록 | 기록 | 기록 | 기록  |
| 구단             | 국적     | 취임             | 해임             | 전   | 승   | 무   | 패   | 율 %  |
| ---------------- | -------- | ---------------- | ---------------- | ---- | ---- | ---- | ---- | ----- |
| 코모             | 이탈리아 | 1993년 6월 26일  | 1995년 6월 13일  | 79   | 23   | 26   | 30   | 29.11 |
| 체세나           | 이탈리아 | 1995년 6월 13일  | 1996년 10월 25일 | 48   | 15   | 13   | 20   | 31.25 |
| 이탈리아 U-21    | 이탈리아 | 1997년 12월 18일 | 2000년 10월 10일 | 25   | 18   | 5    | 2    | 72.00 |
| 인테르나치오날레 | 이탈리아 | 2000년 10월 7일  | 2001년 6월 19일  | 41   | 15   | 14   | 12   | 36.59 |
| 바리             | 이탈리아 | 2002년 12월 29일 | 2003년 11월 11일 | 39   | 11   | 15   | 13   | 28.21 |
| 이집트           | 이집트   | 2004년 3월 25일  | 2004년 10월 10일 | 8    | 5    | 1    | 2    | 62.50 |
| 아레초           | 이탈리아 | 2005년 1월 28일  | 2005년 4월 21일  | 6    | 2    | 1    | 3    | 33.33 |
| 합계             | 합계     | 합계             | 합계             | 246  | 89   | 75   | 82   | 36.18 |

## 수상

### 선수
유벤투스
- 세리에 A: 1976–77, 1977–78, 1980–81, 1981–82, 1983–84[7]
- 코파 이탈리아: 1978–79, 1982–83[7]

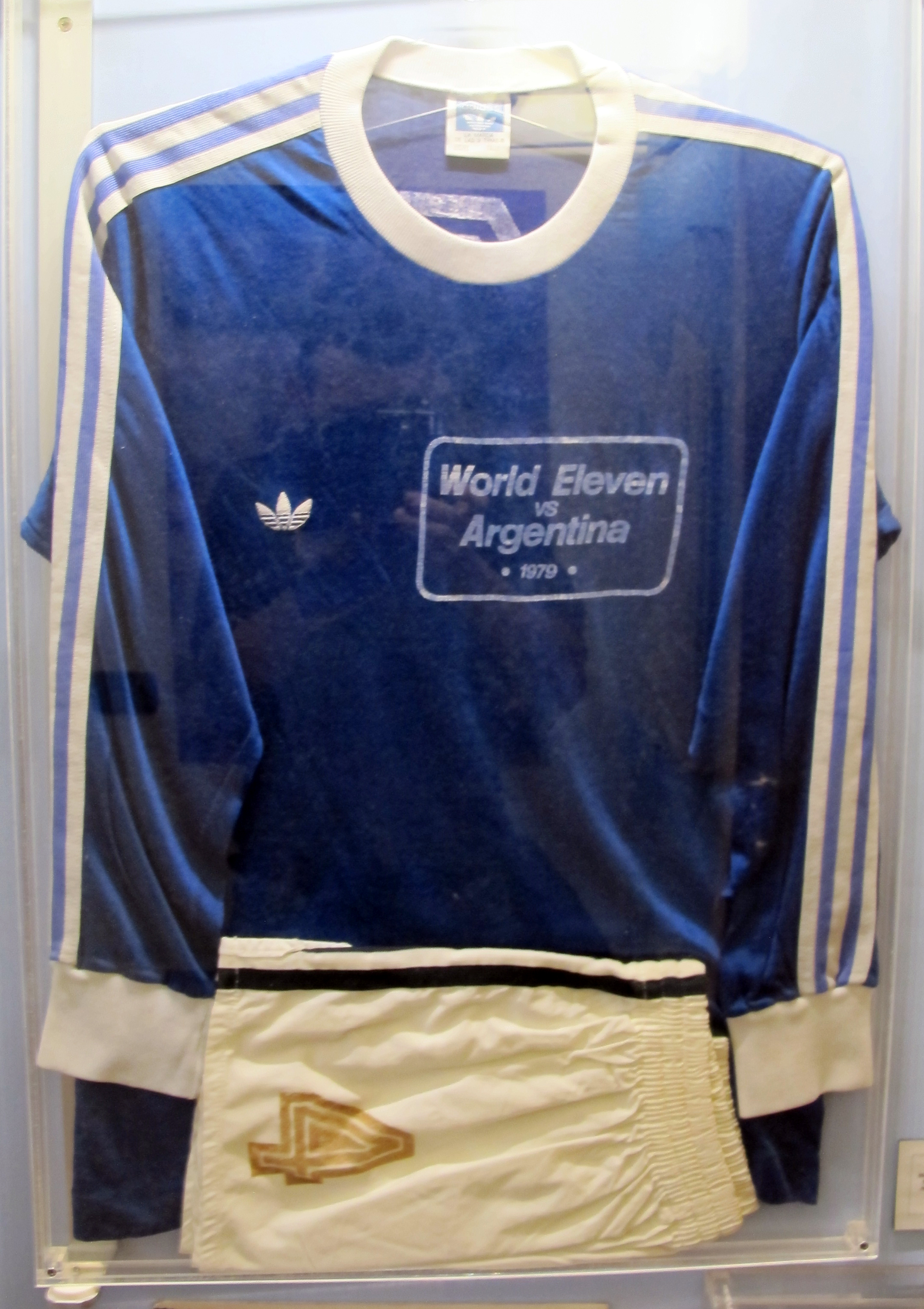
피렌체의 국립 축구박물관에 전시된 타르델리의 국제 축구 연맹 세계 대표팀 유니폼

- 유러피언컵: 1984–85[7]
- UEFA컵: 1976–77[7]
- 유러피언 컵위너스컵: 1983–84[7]
- UEFA 슈퍼컵: 1984[7]

이탈리아
- 월드컵: 1982[7]

개인
- UEFA 50주년 여론 조사: 37위[29]
- FIFA 11인 발탁: 1979[30]
- 유럽 선수권 대회의 선수단: 1980[31]
- 이탈리아 축구 명예의 전당: 2015[32]

### 감독
이탈리아 U21
- 지중해 게임: 1997
- 유럽 U-21 선수권 대회: 2000

## 같이 보기
- 3대 유럽대항전을 모두 우승한 선수 목록